# Manfred Zapf
Manfred Zapf (Stapelburg, 24 agosto 1946) è un allenatore di calcio ed ex calciatore tedesco orientale, dal 1990 tedesco, di ruolo difensore.

## Carriera

### Club
Durante la sua carriera, durata del 1963 al 1979 ha giocato solo nel Magdeburgo, con cui conta 329 presenze e 29 gol.

### Nazionale
Conta 16 presenze con la Nazionale tedesco-orientale.

## Statistiche

### Cronologia presenze e reti in Nazionale
| Cronologia completa delle presenze e delle reti in nazionale ― Germania Est | Cronologia completa delle presenze e delle reti in nazionale ― Germania Est | Cronologia completa delle presenze e delle reti in nazionale ― Germania Est | Cronologia completa delle presenze e delle reti in nazionale ― Germania Est | Cronologia completa delle presenze e delle reti in nazionale ― Germania Est | Cronologia completa delle presenze e delle reti in nazionale ― Germania Est | Cronologia completa delle presenze e delle reti in nazionale ― Germania Est | Cronologia completa delle presenze e delle reti in nazionale ― Germania Est |
| Data                                                                        | Città                                                                       | In casa                                                                     | Risultato                                                                   | Ospiti                                                                      | Competizione                                                                | Reti                                                                        | Note                                                                        |
| --------------------------------------------------------------------------- | --------------------------------------------------------------------------- | --------------------------------------------------------------------------- | --------------------------------------------------------------------------- | --------------------------------------------------------------------------- | --------------------------------------------------------------------------- | --------------------------------------------------------------------------- | --------------------------------------------------------------------------- |
| 22/06/1969                                                                  | Magdeburgo                                                                  | Germania Est                                                                | 0 – 1                                                                       | Cile                                                                        | Amichevole                                                                  | -                                                                           |                                                                             |
| 09/07/1969                                                                  | Rostock                                                                     | Germania Est                                                                | 7 – 0                                                                       | Egitto                                                                      | Amichevole                                                                  | -                                                                           |                                                                             |
| 27/05/1972                                                                  | Lipsia                                                                      | Germania Est                                                                | 1 – 0                                                                       | Uruguay                                                                     | Amichevole                                                                  | -                                                                           |                                                                             |
| 28/08/1972                                                                  | Monaco di Baviera                                                           | Germania Est                                                                | 4 – 0                                                                       | Ghana                                                                       | Olimpiadi 1972                                                              | -                                                                           |                                                                             |
| 01/09/1972                                                                  | Norimberga                                                                  | Polonia                                                                     | 2 – 1                                                                       | Germania Est                                                                | Olimpiadi 1972                                                              | -                                                                           |                                                                             |
| 03/09/1972                                                                  | Passavia                                                                    | Ungheria                                                                    | 2 – 0                                                                       | Germania Est                                                                | Olimpiadi 1972                                                              | -                                                                           |                                                                             |
| 10/09/1972                                                                  | Monaco di Baviera                                                           | Unione Sovietica                                                            | 2 – 2                                                                       | Germania Est                                                                | Olimpiadi 1972                                                              | -                                                                           |                                                                             |
| 15/02/1973                                                                  | Bogotà                                                                      | Colombia                                                                    | 0 – 2                                                                       | Germania Est                                                                | Amichevole                                                                  | -                                                                           |                                                                             |
| 18/02/1973                                                                  | Quito                                                                       | Ecuador                                                                     | 1 – 1                                                                       | Germania Est                                                                | Amichevole                                                                  | -                                                                           |                                                                             |
| 07/04/1973                                                                  | Magdeburgo                                                                  | Germania Est                                                                | 2 – 0                                                                       | Albania                                                                     | Qual. Mondiali 1974                                                         | -                                                                           |                                                                             |
| 18/04/1973                                                                  | Anversa                                                                     | Belgio                                                                      | 3 – 0                                                                       | Germania Est                                                                | Amichevole                                                                  | -                                                                           |                                                                             |
| 12/10/1974                                                                  | Magdeburgo                                                                  | Germania Est                                                                | 1 – 1                                                                       | Islanda                                                                     | Qual. Euro 1976                                                             | -                                                                           |                                                                             |
| 30/10/1974                                                                  | Glasgow                                                                     | Scozia                                                                      | 3 – 0                                                                       | Germania Est                                                                | Amichevole                                                                  | -                                                                           |                                                                             |
| 26/03/1975                                                                  | Berlino                                                                     | Germania Est                                                                | 0 – 0                                                                       | Bulgaria                                                                    | Amichevole                                                                  | -                                                                           |                                                                             |
| 28/05/1975                                                                  | Halle                                                                       | Germania Est                                                                | 1 – 2                                                                       | Polonia                                                                     | Amichevole                                                                  | -                                                                           |                                                                             |
| 05/06/1975                                                                  | Reykjavík                                                                   | Islanda                                                                     | 2 – 1                                                                       | Germania Est                                                                | Qual. Euro 1976                                                             | -                                                                           |                                                                             |
| Totale                                                                      |                                                                             | Presenze                                                                    | 16                                                                          |                                                                             | Reti                                                                        | 0                                                                           |                                                                             |

## Palmarès

### Competizioni nazionali
- Campionato tedesco orientale: 3

Magdeburgo: 1971-1972, 1973-1974, 1974-1975
- Coppa della Germania Est: 6

Magdeburgo: 1963-1964, 1964-1965, 1968-1969, 1972-1973, 1977-1978, 1978-1979

### Competizioni internazionali
- Coppa delle Coppe: 1

Magdeburgo: 1973-1974